# 聖若瑟教區中學第二、三校

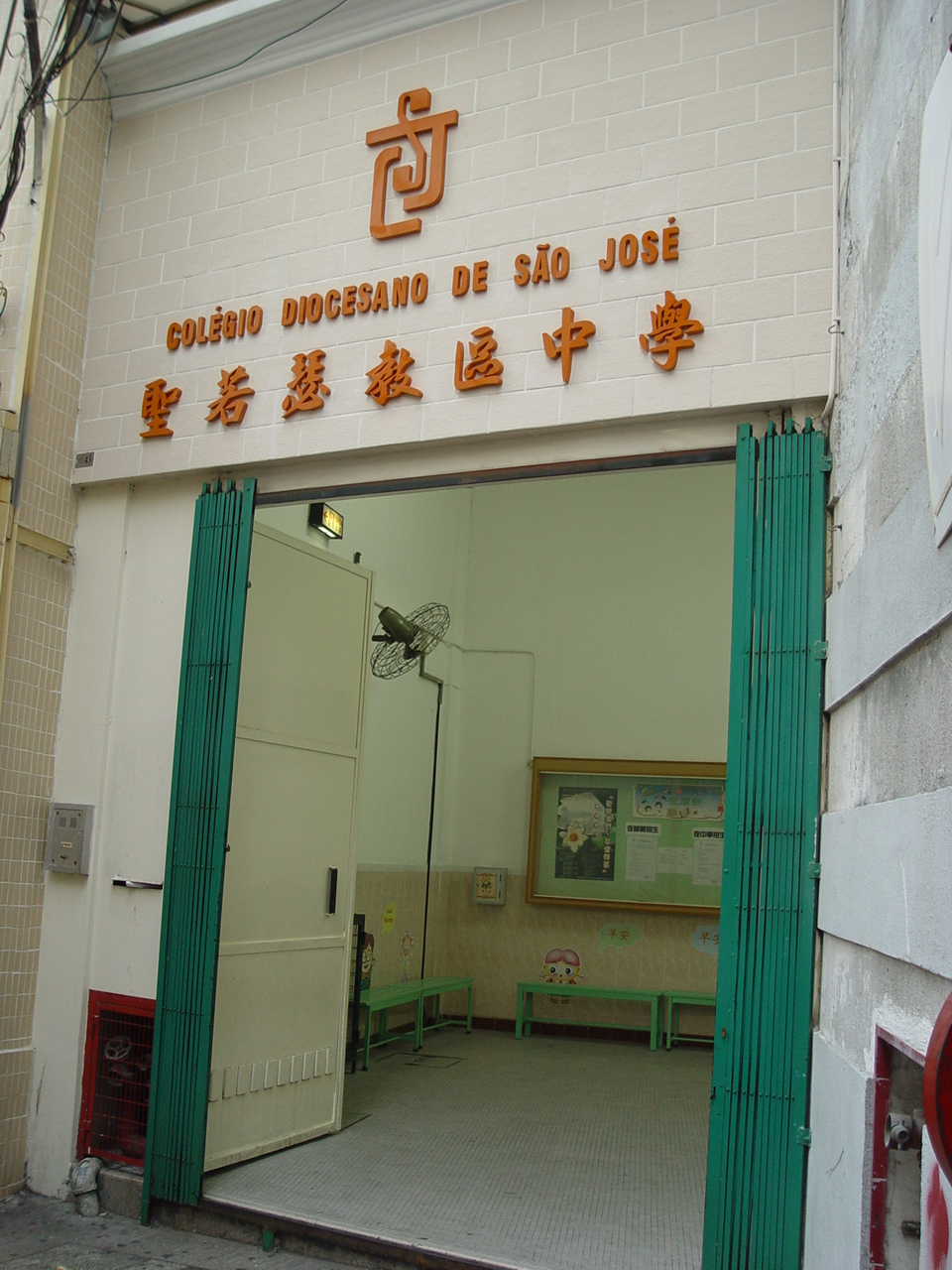
聖若瑟教區中學第三校之門口

聖若瑟教區中學第三校 (Colégio Diocesano de São José, e 3 Escola)，或前稱「聖若瑟教區中學第二、三校」，為澳門聖若瑟教區中學學校網路成員，牟利私立學校，由天主教澳門教區持牌。
因聖若瑟教區中學前身之「聖若瑟中學」曾進行過多次的校部重整，其「第二校」及「第三校」曾屬多個不同的校舍及教學階段，但至「聖若瑟中學」與真原小學及望德中學於1979年合併成聖若瑟教區中學以來，「第二、三校」主要指位於南灣街52號，及其後遷至天神巷43號的校舍，主要提供中文小學至初中教學階段課程，近年並擴展至高中。

## 歷史
關於校網的整體歷史,請參見聖若瑟教區中學

### 南灣街50號校舍時期

#### 合併前
- 1957年，校舍及體育館同年開始興建。
- 1959年，校舍落成啟用，編為「聖若瑟中學」第一校，分設男、女中學部及小五、小六。
- 1962年，聖若瑟中學執行《澳門私立聖若瑟中學組織大綱》的新教育行政政策而調整校部，南灣街50號校舍為男中部。
- 1964年，體育館後地段（南灣街27號）擴建校舍，英文部遷入上課。

#### 合併後
- 1979年，原屬聖若瑟中學之各校部，與望德中學、真原小學合併成「聖若瑟教區中學」，教區內設「聖若瑟教區中學督導委員會」督導校政。南灣街50號校舍編為第二校，設初中。
- 1980年，原位於大堂街19號校舍之第三校小學遷至南灣第二校上課，自此合稱為第二、三校。
- 1982年，初三遷至校本部上課，第二校只設初一、初二。
- 1987年，夜間部遷至第二校上課。
- 1991年，位於天神巷43號新校舍落成，3月19日由林家駿主教祝聖啟用，同年南灣街第二、三校遷入上課。

### 天神巷43號校舍時期
- 1994年起，初中部陸續遷入校本部上課；天神巷43號校舍命名為「第二、三校」，僅設小學。
- 2007年，為了配合青洲校本部校園重建，所有小學部的學生遷往第一校繼續上課；而除高一外，所有校本部的學生遷入，初中上午上課，高中則下午上課。
- 2019年，於該校部重新開辧初中，自此本校部之小學畢業生不再衍接「聖若瑟教區中學第六校」初中部。
- 2020年，英文小學班級遷往風順堂上街1號校舍，命名為「第二校」，天神巷校舍改稱「第三校」。
- 2025年，第三校自行開辦之首屆高中畢業。

## 第二、三校歷任校長
|    | 中文名稱   | 外文名稱              | 開始擔任日期  | 最後擔任日期  | 備註 |
| -- | ---------- | --------------------- | ------------- | ------------- | --- |
| 3  | 呂子莊神父 |                       | 1941年        | 1943年        | 以聖若瑟教區中學為任期序                                                                                       |
| 4  | 李仲漁神父 |                       | 1943年        | 1945年        | |
| 5  | 劉一心神父 |                       | 1945年        | 1946年        | |
| 6  | 何心源神父 |                       | 1946年        | 1966年        | |
| 7  | 戴維理主教 | D. Paulo José Tavares | 1966年        | 1972年        | 唯一一名主教擔任校長一職                                                                                       |
| 8  | 魯炳義神父 | Fr. Luigi RUBINI, SDB | 1972年        | 1974年        | 天主教澳門教區派慈幼會的神父擔任 擔任校長前出任慈幼中學校長，擔任後出任粵華中學校長 也是唯一一個非教區神父擔任 |
| 9  | 羅玉成神父 |                       | 1974年        | 1988年        | 促成合併的校長 1979年起改稱為聖若瑟教區中學校長                                                                |
| 10 | 高天予神父 | Fr. José KAO          | 1989年        | 2000年        | 因年紀的問題而向天主教澳門教區請辭                                                                             |
| 11 | 袁偉明神父 |                       | 2000年        | 2004年6月28日 | 校史以來最年輕的校長                                                                                           |
| 12 | 羅玉成神父 |                       | 2004年6月29日 | 2017年        | 第二次擔任校長                                                                                                 |
| 13 | 李仁傑先生 |                       | 2017年起      |               | |

## 校歌
聖若瑟教區中學校歌
|  | 濠鏡喜波平 一片雅歌聲 宏校宇 育群英 育群英 都哉聖若瑟 都哉聖若瑟 大教益昌明 智以廣 德維馨 強體魄 作干城 國土愈安寧 |

## 著名校友
- 孫鳳明 (澳門歌手)

- 盧國章 (澳門853網絡電台台長／懿加娛樂製作有限公司展務發展總監)

## 外部連結
- 澳門聖若瑟教區中學